# バヌアツの世界遺産
バヌアツの世界遺産について述べる。バヌアツの世界遺産条約批准は2002年6月13日のことであった。以下は第38回世界遺産委員会（2014年）終了時点の情報である。

## 文化遺産
- ロイ・マタ首長の領地 - 2008年

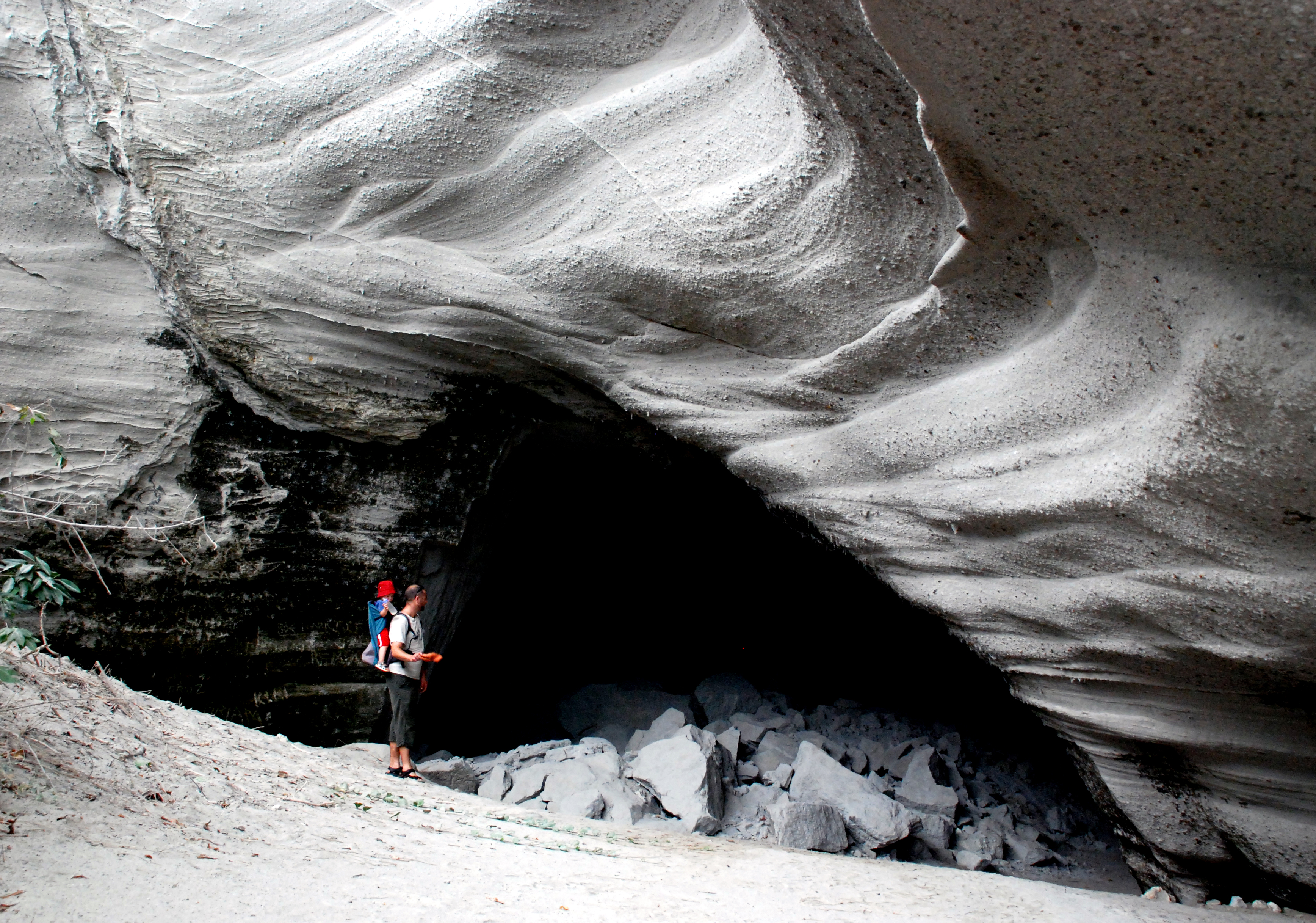
レレパ島のフェルズ洞窟
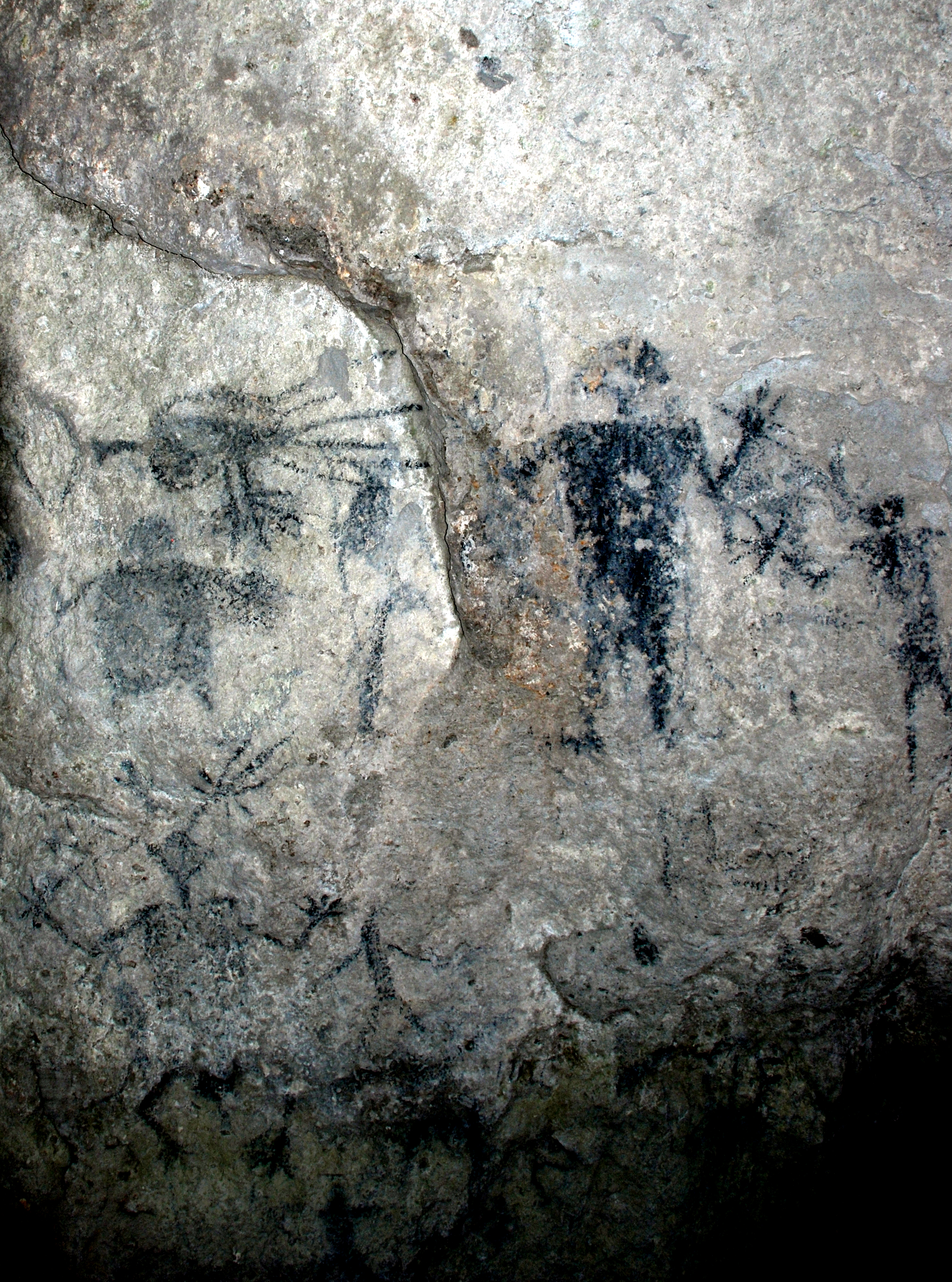
レレパ島の岩絵
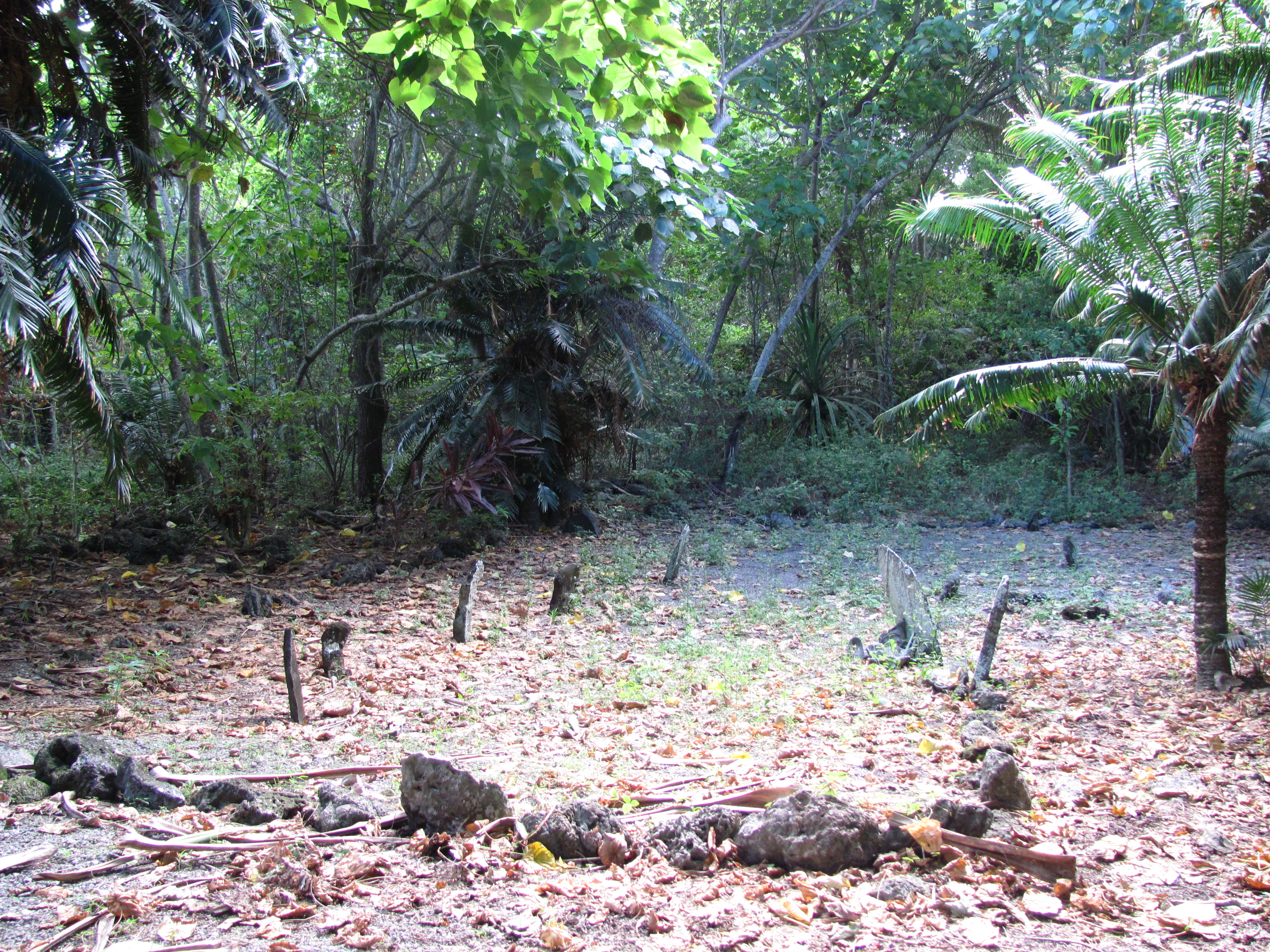
エレトカ島の墓所

## 自然遺産
なし

## 複合遺産
なし

## 暫定リスト

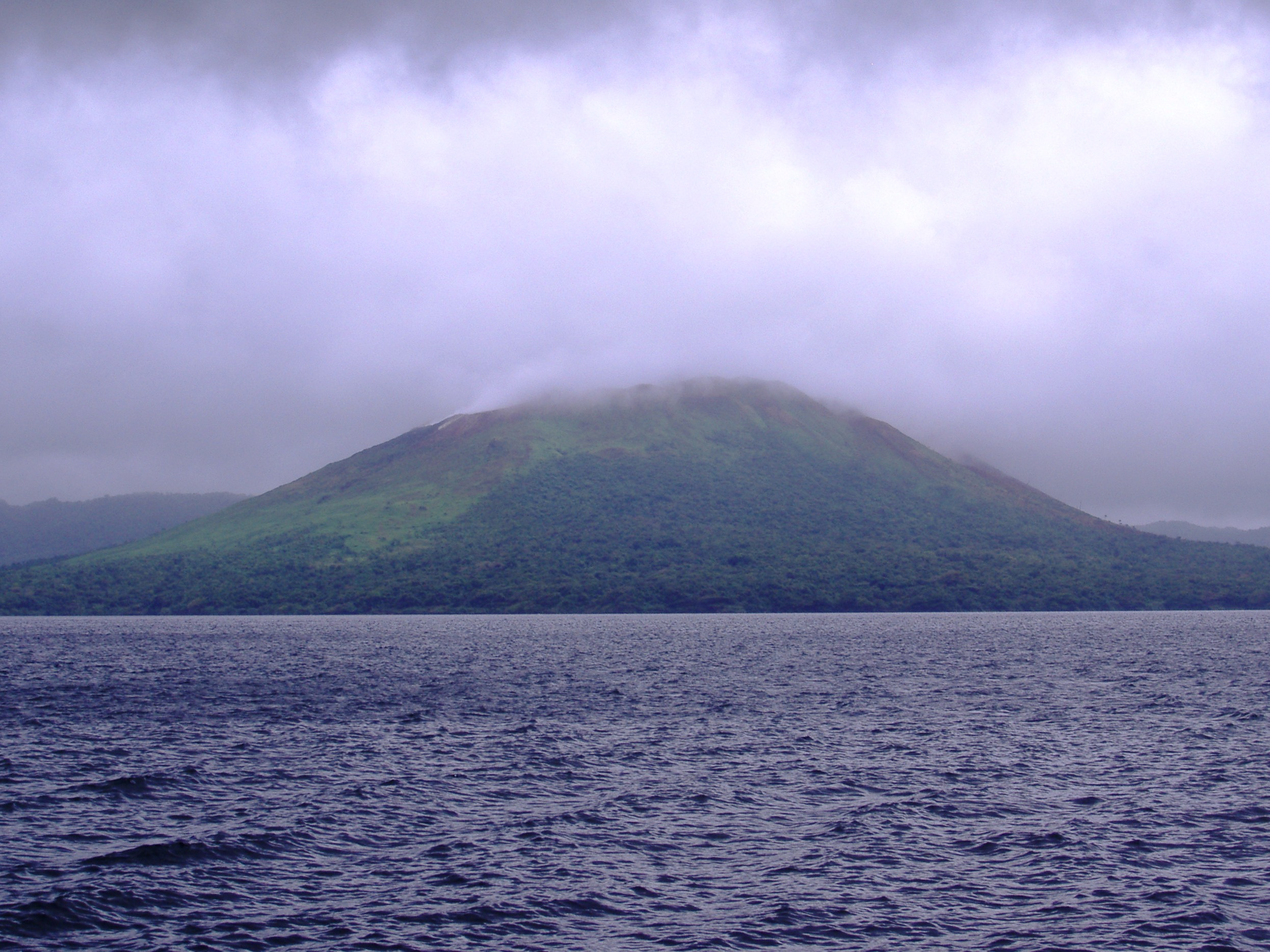
レタス湖

世界遺産の暫定リストには、5件が記載されている（最後のもののみ2005年記載、残りはいずれも2004年記載）。
- ヤロ、アピアロ、およびマレクラ北西部の神聖な地勢 (Yalo, Apialo and the sacred geography of Northwest Malakula)
- プレジデント・クーリッジ (The President Coolidge)
- ヴァッセ保全地域 (Vatthe Conservation Area)
- レタス湖（英語版） (Lake Letas)
- ウレパラパラ島（英語版）のノウォンとヴォトウォス (The Nowon and Votwos of Ureparapara)